# ワイン娘
ワイン娘（ワインむすめ）は、ワイン に使われるぶどう品種を萌え擬人化の文脈でデザインしたものである。2011年5月6日には、iPhoneアプリ「ワイン娘」カメラフレームアプリがリリースされ、2011年2月26日には、ワイン擬人化デザインキャラクターのワイン（マンガキャラや萌えキャラをラベルにしたワインとは異なる）がリリースされた。
2011年5月25日には、義援金ラベル（チャリティーボトル）がリリースされた。2011年8月4日には、ソーヴィニョン・ブランがリリースされたばかりである。

## 概要
萌え擬人化の中でもとりわけワインなど嗜好性の高い擬人化は、歴史も古く専門知識を有する人間の多いことから擬人化が困難なもののひとつといえる。その証左として西又葵に代表される美少女を利用した萌え米などの製品には、ワインを擬人化の対象とするものはほとんどみあたらない（2011年1月現在）。一方、2010年10月には秋葉原UDXで日本酒を中心とした萌え酒サミットが開催された。2011年1月には毎日新聞にて「ラベルに美少女キャラの萌え酒　「咲良」と「鈴」販売」がニュースとなるなど、お酒の擬人化のブームが始まったと言える。ここで、ワインの擬人化であるワイン娘は2010年4月には登場している。ワイン娘はモエ・エ・シャンドンなどのワインの製造会社や銘柄ではなく、ワインに用いられるぶどう品種を萌え擬人化的にデザインされたところに特徴がある。ワイン娘を推進するgenecreは、積極的にフランスへの同人誌紹介サイトのユーロジャパンコミックなどへ投稿、2011年7月にはフランスのヴィルパント展示場で開催されるヨーロッパ一のジャパンコミックイベントJapan Expoに参加し、ワイン娘のワインラベル小冊子を限定配布するなど海外展開に積極的な姿勢を見せている。

## キャラクター
キャラクターはワインに用いられるぶどう品種を萌え擬人化したところに特徴がある。ワインに用いられるぶどう品種は1000を超えるといわるが、そのメイン品種であるカベルネ・ソーヴィニヨンなどの萌え擬人化を行っている。公式設定的には、ワインそのものの化生ではなく、ワインの妖精という扱いである。

### 赤ワイン
カベルネ・ソーヴィニヨン
好物：牛ステーキ、北京ダック、チーズなど当該品種とマリアージュされるもの。
性格：渋みと酸味の絶妙なバランス（調子にのると、見下す癖もあるが、ツンデレでかわいげがある）。
容姿：甘いスミレのような髪、赤いチョーカーを首に巻いている。
香り：ブラックベリー、カシス、シダー（杉の木のような）、スミレ、（ニューワールドの場合）チョコレートなど。
瞳：ブラックベリーのような強いまなざし。
カベルネ・ソーヴィニヨン・ロゼ
カベルネ・ソーヴィニヨンのロゼバージョン（格闘ゲームの2P風。容姿はそっくりだが、カベルネ・ソーヴィニヨンとは別妖精）。
好物:何の料理でも。辛めはメインディッシュ（肉）、甘めはデザートワイン。
性格:ツンのきついカベルネよりは軽め・甘め。
容姿:甘いスミレのような髪、ロゼワインを思わすひらひらのドレス。
香り:ストロベリー、チェリー。
瞳:ブラックベリー。
カベルネ・ソーヴィニヨン達の髪型は重音テトを想起させる、スパイラルツーテール（螺旋ツインテール。いわゆるドリル髪）が特徴。

ピノ・ノワール
好物：鹿やイノシシなど獣肉。
性格：優雅かつ複雑 一見快活に見えるが、凍るような目つきをすることがある。髪と眼は深い琥珀色。
容姿：クールでニヒルな印象を与えるショートカットの少女。
香り：豊潤なコーヒーの香り、森の下草の匂い。
瞳：深い琥珀色。
メルロー
好物：高級な牛のステーキやうさぎ肉。
性格：エレガントで、女性的で官能的、シルクのよう。まろやかだが、濃厚な味わい、ジャムのような濃縮感。
容姿：黒ぶどうのような黒髪、オカッパ、黒いパーティドレス、帽子に赤いリボン。
香り：プルーンのような、熟した黒い果物の香り。
瞳：オレンジ色がかった濃いガーネット。
シラー
好物：鹿やイノシシなど獣肉。
性格：アルコール度数の高い男性的な力強さとこくがある。
容姿：強い日差しをあびた、焼けた肌。
香り：チョコレートのような、あるいはゴムが少し焦げたような甘く香ばしい香り。
瞳：濃赤色。
ガメイ
好物：ステーキ、地鶏の腿のロースト、鳥の唐揚げ。
性格：軽くさっぱりとしているがボジョレー・ヌーボーともなれば新酒らしく苦味がある。
容姿：黒髪、白肌の少女。おさげか、シニョンな髪形で、まさに庶民派。
香り：フレッシュな香り（いちご、すみれの花など）。
瞳：明るいルビー色。
サンジョヴェーゼ
好物：イタリアワインのキャンティとあうステーキ、地鶏の腿のロースト、鳥の唐揚げ。
性格：酸味・渋みが強い刺激的な味わい。好奇心旺盛で百合好き。
容姿：真っ赤なルビーの髪の幼女。
香り：ブルーベリーやヴァイオレットのようなフローラル系の香り。
瞳：血のようなルビーの目。
グルナッシュ
好物：牛肉、酒、海産物。
性格：アルコール度が高め、の割に渋みの少ない濃厚なまろやかさの二重人格
容姿：ヘテロクロミア（左右の目の色が異なる）、ピンク髪。
香り：いちご、ラズベリー、スパイシー。
瞳：赤、ピンクなど光によって結構変わる。
アジロンダック
好物：なんでも食べるでござる。
性格：古風ですっきりとした甘口
容姿：黒髪、怪獣のきぐるみ
香り：キャンディのような甘い香り
瞳：紫がかった紅色

### 白ワイン
ソーヴィニョン・ブラン
好物：山菜やタケノコ、最近は牡蠣や白身魚なんかも。
性格：さわやかでキレがある。お姉さん気質。
容姿：猫耳、若草色の髪と目、そばかすの少女。白いワンピースに白いクロスペンダントをしている。
香り：クールミント。
瞳：若草色。
シャルドネ
好物：高級な子牛のステーキ。
性格：キレがよく甘め。気が強そうだが、打たれ弱い。
容姿：みつあみにして、頭の後ろで巻き込んだ、金髪。少年的
香り：ナッツ。
瞳：スパークリングを思わす青系。
リースリング
好物：豚肉料理全般　ソーセージやハムと麦パンも大好き。
性格：繊細でフレッシュで甘くて、ちょっと酸っぱい。ドイツ人っぽい生真面目さがあり、ツッコミ向き。
容姿：栗色の茶髪。レジスタンスをしているからか、ハンチング帽の新聞記者風。
香り：花のような、強くて上品な香り。
瞳：ぶどうの葉のような緑系。
ワルサーP99をホルダーに下げている新聞記者っぽい見た目のレジスタンス風。リースリングは、辛口、激甘口どちらもいけることから、長髪のウィッグ、白いドレスと手袋をつけてすましていると、妖精の王女様風にみせることができる。
セミヨン
好物：ケーキやホワイトチョコレート、結構な甘口ですわよ。
性格：古式ゆかしい性格。奥手だが意思は強い。
容姿：奥手過ぎて着ぐるみの中に隠れてたりする。中身は黒髪ポニーテールで色白な少女。
香り：木苺やジャムの甘い香り。
瞳：黒
以上のように各ぶどう品種の色・味・香り・マリアージュ等の特徴をおさえたものとなっている。